# 瑞恩·波特
瑞恩·波特（英語：Ryan Potter，1995年9月12日—）是一名美国男演员。他的职业演员生涯开始于15岁，当年他出演了电视剧《少年忍者》中的迈克·福永（Mike Fukanaga），随后为动画电影《超能陆战队》中的滨田广担任英语配音。目前瑞恩·波特正在出演电视剧《泰坦》中的野兽小子 / 加菲尔德·罗根，该剧于2018年10月12日在网飞首播。

## 早年生活
瑞恩于1995年9月12日在俄勒冈州波特兰出生，其母乔丹娜·波特刘，是一名美国犹太人，父亲则为一名日本人。瑞恩出生后以其母亲的姓氏作为自己的姓氏。他在日本东京长大，于7岁时回到美国。此后，他由单亲母亲抚养。虽然瑞恩的母语是日语，但现在他已不再说日语，甚至无法流利地用日语交谈。在其早年间其它的爱好，据报道还有棒球、滑板以及鼓。

## 演出作品

### 电影
| 公映年份 | 作品名         | 角色名               | 备注          |
| -------- | -------------- | -------------------- | ------------- |
| 2014年   | 《高级项目》   | 彼得·哈默            | [ 11 ] [ 12 ] |
| 2014年   | 《超能陆战队》 | 滨田广（英文版配音） | [ 13 ] [ 14 ] |
| 2015年   | 《哀兵儿童》   | 埃里克·巴雷特        | [ 15 ] [ 16 ] |
| 2016年   | 《精灵王座》   | 小鱼（英文版配音）   | [ 17 ]        |
| 2018年   | 《为恩典而战》 | 乔                   | [ 18 ] [ 19 ] |

### 电视剧
| 播出年份       | 作品名                   | 角色名                | 备注   |
| -------------- | ------------------------ | --------------------- | ------ |
| 2011年－2013年 | 《少年忍者》             | 迈克·福永（主角）     | [ 20 ] |
| 2012年         | 《指出答案》             | 他自己（出演9集）     |        |
| 2012年         | 《弗雷迪秀》             | 弗雷迪好友（出演2集） |        |
| 2016年         | 《超能高校生：精英部队》 | 莱克（常设角色）      |        |
| 2017年－迄今   | 《超能陆战队：动画剧》   | 滨田广（主要配音）    |        |
| 2018年－2023   | 《泰坦》                 | 加菲尔德·罗根（主角） |        |